# Антимон
Антимонът е химичен елемент, означаван със символа Sb и притежаващ атомен номер 51 в периодичната система на елементите. По химични и физични свойства принадлежи към групата на металоидите. Притежава три алотропни модификации – стабилната бледосиня модификация е металоид, а жълтият и черният антимон са неметали. Антимонът се използва за производството на огнеустойчиви покрития, емайли, керамика, сплави, както и в състава на различни бои, лакове и гуми.

## Характеристики

### Свойства
Антимонът е елемент със сребристобял до бледосин цвят, твърдо, крехко и леснотопимо кристално вещество, притежаващо слаба електро- и топлопроводимост. Топи се и се изпарява при сравнително ниски температури. Характеризира се като металоид – по отношение на физичните си свойства прилича на метал, но химически не реагира като типичен метал. Може да бъде атакуван от окислително действащи киселини и халогени. Антимонът и неговите сплави притежават необичайното свойство да разширяват обема си при охлаждане.
Антимонът геохимически се категоризира като халкофил, срещащ се в съединения със сяра, както и в състава на сплави с тежки метали като олово, мед и сребро.

### Изотопи
Антимонът има два стабилни изотопа: 121Sb (разпространеност – 57,36%) и 123Sb (разпространеност – 42,64%). Освен това има 35 радиоизотопа, като най-дълготрайният е 125Sb, чийто период на полуразпад е 2,75 години. Освен това са характеризирани 29 метастабилни състояния. Най-стабилният от тях е 120m1Sb, с период на полуразпад от 5,76 дни. Изотопите, които са по-леки от стабилния 123Sb, са склонни да се разпадат чрез β+ разпад, а тези, които са по-тежки, са склонни да се разпадат чрез β− разпад, с някои изключения.

### Наличие в природата
Изчисленията за запасите от антимон на Земята показват около 0,2 до 0,5 ppm (милионни части за единица маса). Според данни на New Scientist от 26 май 2007, световните запаси на планетата са достатъчни за период от 30 години.

## История
Наименованието на антимона произлиза от неговото латинско название (stibium), което води и до по-различното му символно означение (Sb).

## Производство
Антимонът не е широко разпространен елемент, но може да се открие в състава на над 100 минерала. В природата може да се намери чист антимон, но най-често се среща под формата на сулфид (Sb2S3) – минерала стибнит. Търговският продукт на антимона е под формата на блокове, парчета, гранули или отливки, както и прах, топчета или единични кристали.
През 2005 г., Китай е водещ производител на антимон и заема около 84 % от световния добив на този елемент, а след него на известно разстояние са ЮАР, Боливия, Таджикистан и Русия.
| Държава                                                                                         | Тонове* | % от общия добив |
| ----------------------------------------------------------------------------------------------- | ------- | ---------------- |
| Китай                                                                                           | 126 000 | 84,0             |
| ЮАР                                                                                             | 6000    | 4,0              |
| Боливия                                                                                         | 5225    | 3,5              |
| Таджикистан                                                                                     | 4073    | 2,7              |
| Русия                                                                                           | 3000    | 2,0              |
| Водещи 5                                                                                        | 144 298 | 96,2             |
| Общо за света                                                                                   | 150 000 | 100,0            |
| *Chiffres de 2003, métal contenue dans les minerais et concentrés, source: L'état du monde 2005 |         |                  |

## Приложение
Антимонът намира все по-голямо приложение в полупроводниковата индустрия – за производството на диоди, инфрачервени детектори и устройства, използващи ефекта на Хол. Като част от сплав, този металоид силно увеличава твърдостта и механичната устойчивост на оловото. Важно приложение на антимона е и като втвърдител на оловото в производството на акумулаторни батерии. Друга употреба е в производството на сплави с ниско съпротивление, оръжия, облицовка на кабели, кибритена индустрия, в състава на антипротозойни лекарствени препарати, припой и други.
Съединенията на антимона под формата на оксиди, сулфиди, натриеви антимонати и хлориди се използват за производството на огнеупорни покрития, емайлиране на керамика, стъкло, както и за производството на бои. Антимоновият триоксид (Sb2O3) е едно от най-широко използваните съединения, като съставка, която е устойчива на огън, а приложенията му включват производството на детски дрехи, играчки, самолетни и автомобилни тапицерии. Антимоновият сулфид е един от компонентите на кибритените клечки.
Естественият минерал на антимона – стибнит е използаван още от библейски времена в медицината и в козметиката. Стибнитът все още се използва за лекарство в някои развиващи се страни. Съвременното му приложение, отново за медицински нужди, е при лечението на шистозомиазата.

## Техника на безопасност
Това е чуплив елемент, така че по време на обработката му може да се образува замърсяващ прах. Дерматит, ренит, възпаление на горните дихателни пътища и конюнктивит са наблюдавани при работници, изложени на антимонов прах. Пневмокониоза, понякога съчетана с обструктивни белодробни промени, е описана след продължителни излагания. Непрекъснатият прием на ниски дози от този метал може да причини диария, повръщане и стомашни язви. Наблюдава се наличие на преходни гнойни кожни инфекции. Максимално допустимата концентрация във въздуха е 0,5 mg/m3.
Антимоновият триоксид може да доведе до увреждане на сърдечната функция, което може да бъде фатално.